# Janusz Siedlewski
Janusz Mieczysław Siedlewski (ur. 22 maja 1929 w Gniewkowie) – polski chemik, profesor chemii fizycznej, adsorpcji i katalizy.

## Życiorys
W 1949 roku ukończył Gimnazjum i Liceum w Inowrocławiu. Następnie podjął studia chemiczne Uniwersytecie Mikołaja Kopernika w Toruniu, które ukończył w roku 1954. Sześć lat później doktoryzował się rozprawą zatytułowaną O własnościach i strukturze węgli aktywowanych w procesach katalizy. W roku 1966 uzyskał habilitację za pracę pt. Mechanizm katalitycznego utlenienia na węglu aktywowanym. W 1972 roku uzyskał tytuł naukowy profesora nadzwyczajnego nauk chemicznych, a w roku 1991 został mianowany na stanowisko profesora zwyczajnego UMK w Toruniu. Osiem lat potem przeszedł na emeryturę.
Jest członkiem Towarzystwa Naukowego w Toruniu (od 1961) i Polskiego Towarzystwa Chemicznego (od 1954). Odbywał staż naukowy na Uniwersytecie w Odessie w latach 1963-1964. Pełnił funkcje prorektora UMK (1973-1978), dziekana (1972-1973) i prodziekana (1969-1972) Wydziału Matematyki, Fizyki i Chemii. W latach 1975–1999 kierował Zakładem Podstaw Chemii.

## Odznaczenia
- Nagroda Ministerstwa Nauki, Szkolnictwa Wyższego i Techniki (1967, 1969, 1972, 1978, 1987)
- Srebrny Krzyż Zasługi (1970)
- Medal Komisji Edukacji Narodowej (1974)
- Krzyż Kawalerski Orderu Odrodzenia Polski (1975)